# Mali Vrh pri Prežganju
Mali Vrh pri Prežganju je naselje v Mestni občini Ljubljana.